# طوابع الجزائر 1973
يسجل هذا المقال الطوابع البريدية الجزائرية التي أصدرتها إدارة البريد في عام 1973.

## العموميات
تحمل الإصدارات عبارة « اَلْجُمهُورِيَّة اَلْجَزَائِرِيَّة اَلدِّيمُقرَاطِيَّة اَلشَّعبِيَّة » و« البريد » باللغة العربية. أما باللغة الفرنسية فهناك عبارتان هما « Algérie » والتي تعني الجزائر، بالإضافة إلى قيمة اسمية محددة بالدينار جزائري

## قائمة الطوابع الصادرة
| 225 |  | يوم الطابع - صندوق البريد القيمة الاسمية: 0٫40 دينار جزائري الكمية المطبوعة: 500٬000 طابع بريد تاريخ الإصدار: 20 يناير 1973 تاريخ السحب: 6 نوفمبر 1976 الطول: 23 مليمتر الارتفاع: 32٫5 مليمتر التسنين: تثقيب ½11 الرسام: Ismaïl Samsom الطابع: |  | الوصف يظهر هذا الطابع البريدي بمناسبة يوم الطابع البريدي، امرأة جزائرية تحمل طفلها وهي تضع رسالة في صندوق البريد، في مشهد يرمز إلى المشاركة المجتمعية ودور العائلة في دعم المراسلات والخدمات البريدية. تحمل الأم سلة تقليدية، وترتدي فستانا مزخرفا، بينما يرتدي الطفل لباسا أحمر. يغلب على التصميم اللون الوردي والبنفسجي مع خطوط بيضاء بارزة، ويظهر على الجهة اليمنى تاريخ الإصدار "1973" واسم المناسبة بالعربية. الطابع يحمل توقيع الفنان I. SAMSOM وطُبع من طرف دار Courvoisier S.A. |

| 226 |  | تحية للشعب الفيتنامي القيمة الاسمية: 0٫40 دينار جزائري الكمية المطبوعة: 2٬000٬000 طابع بريد تاريخ الإصدار: 17 فبراير 1973 تاريخ السحب: 6 نوفمبر 1976 الطول: 35٫96 مليمتر الارتفاع: 51٫46 مليمتر التسنين: تثقيب ½11 الرسام: الطابع: |  | الوصف يخلد هذا الطابع البريدي تضامن الجزائر مع الشعب الفيتنامي خلال نضاله من أجل الاستقلال والسيادة. يظهر في التصميم خريطة لفيتنام باللون الأحمر، ومدينة هانوي مميزة كمركز للنضال، إلى جانب صورة الزعيم الفيتنامي هو تشي منه. يحمل الطابع باللغتين الفرنسية والعربية عبارة "تحية للشعب الفيتنامي"، ويأتي في إطار سياسة الجزائر الثورية الداعمة لحركات التحرر الوطني في إفريقيا وآسيا خلال سبعينيات القرن الماضي. |

| 227 |  | تطريز جزائري - عنابة القيمة الاسمية: 0٫40 دينار جزائري الكمية المطبوعة: 500٬000 طابع بريد تاريخ الإصدار: 24 فبراير 1973 تاريخ السحب: 6 نوفمبر 1976 الطول: 33 مليمتر الارتفاع: 48 مليمتر التسنين: تثقيب ½11 الرسام: محمد تمام الطابع: |  | الوصف يبرز هذا الطابع البريدي فن التطريز التقليدي لمدينة عنابة، إحدى أعرق الحرف اليدوية في الشرق الجزائري. يظهر في التصميم نمط هندسي وزخرفي غني بالألوان. |

| 228 |  | تطريز جزائري - الجزائر القيمة الاسمية: 0٫60 دينار جزائري الكمية المطبوعة: 500٬000 طابع بريد تاريخ الإصدار: 24 فبراير 1973 تاريخ السحب: 6 نوفمبر 1976 الطول: 33 مليمتر الارتفاع: 48 مليمتر التسنين: تثقيب ½11 الرسام: محمد تمام الطابع: |  | الوصف يظهر هذا الطابع البريدي التطريز التقليدي لمدينة الجزائر، المعروف بزخارفه المتناغمة وألوانه الزاهية. التصميم يعكس دقة فن التطريز العاصمي المستوحى من الزهور والأشكال الهندسية، والمطرز بخيوط حريرية ذات ألوان حمراء وزرقاء وبيضاء. |

| 229 |  | تطريز جزائري - قسنطينة القيمة الاسمية: 0٫80 دينار جزائري الكمية المطبوعة: 500٬000 طابع بريد تاريخ الإصدار: 24 فبراير 1973 تاريخ السحب: 6 نوفمبر 1976 الطول: 33 مليمتر الارتفاع: 48 مليمتر التسنين: تثقيب ½11 الرسام: محمد تمام الطابع: |  | الوصف يظهر هذا الطابع البريدي تطريز قسنطينة التقليدي. يتميز التصميم بزخارف هندسية متكررة تأخذ شكل مربعات متداخلة باللون الأسود على خلفية ذهبية، وهو نمط يعكس الطابع الفاخر والراقي للزي القسنطيني. |

| 230 |  | الذكرى العاشرة لبرنامج الأغذية العالمي القيمة الاسمية: 1٫15 دينار جزائري الكمية المطبوعة: 500٬000 طابع بريد تاريخ الإصدار: 24 مارس 1973 تاريخ السحب: 6 نوفمبر 1976 الطول: 22٫5 مليمتر الارتفاع: 37٫5 مليمتر التسنين: تثقيب ½11 الرسام: Ismaïl Samsom الطابع: |  | الوصف يُخلّد هذا الطابع البريدي الذكرى العاشرة لبرنامج الغذاء العالمي. يتوسط التصميم شعار البرنامج بشكل حديث ومجرد، يظهر على هيئة كرة أرضية بأسلوب رمزي تحيط بها أقسام ملونة تمثل التعاون العالمي في مواجهة الجوع، بينما يظهر سنبلة قمح على الجانب، في إشارة إلى الأمن الغذائي. اللون البنفسجي الغالب يمنح الطابع طابعا رسمياً ومعاصرا، ويؤكد التزام الجزائر بدعم الجهود الدولية لمحاربة الجوع وتحقيق الأمن الغذائي لجميع الشعوب. |

| 231 |  | الخدمة الوطنية القيمة الاسمية: 0٫40 دينار جزائري الكمية المطبوعة: 500٬000 طابع بريد تاريخ الإصدار: 21 أبريل 1973 تاريخ السحب: 6 نوفمبر 1976 الطول: 43٫2 مليمتر الارتفاع: 30 مليمتر التسنين: تثقيب 13½x14 الرسام: بشير يلس الطابع: |  | الوصف يظهر هذا الطابع البريدي شابا بزي عسكري في إشارة إلى الخدمة الوطنية، وخلفه مشاهد تمثل مختلف قطاعات التنمية مثل الزراعة، الصناعة، والبنية التحتية. يرفرف العلم الجزائري في المقدمة، مع عبارة "SERVICE NATIONAL" و"الخدمة الوطنية"، مما يعكس أهمية تجنيد الشباب في خدمة الوطن ومساهمتهم في بناء الدولة الجزائرية الحديثة. التصميم يحمل رسالة فخر وطني، ويدعو إلى المشاركة الفعالة في تنمية البلاد من خلال العمل والانضباط. |

| 232 |  | صبار التين الشوكي القيمة الاسمية: 0٫30 دينار جزائري الكمية المطبوعة: 2٬000٬000 طابع بريد تاريخ الإصدار: 19 مايو 1973 تاريخ السحب: 31 مايو 1980 الطول: 23 مليمتر الارتفاع: 32٫5 مليمتر التسنين: تثقيب ½11 الرسام: الطابع: |  | الوصف يمثل هذا الطابع نبات الصبير التين الهندي المعروف علميا باسم Opuntia ficus-indica، ويعرف شعبيا بـ"الهندي" أو "كرموس النصارى". يظهر على الطابع جزء من النبتة بلونها الأخضر المميز، مزينا بأزهار صفراء زاهية تتفتح من أعلى الساق. الخلفية الوردية تبرز جمالية النبات وتضفي طابعًا فنيا وزخرفيًا على التصميم. يرمز هذا الطابع إلى التنوع النباتي في الجزائر، وخاصة النباتات المقاومة للجفاف التي تلعب دورا مهما في البيئة والزراعة التقليدية بالمناطق القاحلة وشبه القاحلة. |

| 233 |  | وردة عطرة القيمة الاسمية: 0٫40 دينار جزائري الكمية المطبوعة: 50٬000٬000 طابع بريد تاريخ الإصدار: 19 مايو 1973 تاريخ السحب: 31 مايو 1980 الطول: 23 مليمتر الارتفاع: 32٫5 مليمتر التسنين: تثقيب ½11 الرسام: الطابع: |  | الوصف يمثل هذا الطابع الجزائري زهرة الورد العطري المعروفة علميا باسم Rosa odorata. يظهر التصميم فرعا من شجيرة ورد تتفتح عليه ثلاث زهرات وردية بألوان ناعمة وتفاصيل دقيقة، ما يعكس جمال هذه الزهرة ورمزيتها في الثقافة الجزائرية. الخلفية الرمادية تبرز بشكل أنيق الزهور ذات اللون الوردي، مما يضفي على الطابع طابعًا رومانسيًا وزخرفيًا. يرمز هذا الطابع إلى الجمال الطبيعي والتنوع النباتي في الجزائر، كما يظهر الاهتمام بالفن النباتي والطبيعة المزدهرة. |

| 234 |  | زهرة القرنفل القيمة الاسمية: 1 دينار جزائري الكمية المطبوعة: 3٬000٬000 طابع بريد تاريخ الإصدار: 19 مايو 1973 تاريخ السحب: 31 مايو 1980 الطول: 23 مليمتر الارتفاع: 32٫5 مليمتر التسنين: تثقيب ½11 الرسام: الطابع: |  | الوصف يمثل هذا الطابع زهرة القرنفل، واسمها العلمي Dianthus caryophyllus. يظهر في التصميم رسم دقيق لزهرتين بلون أحمر نابض بالحياة مع خلفية صفراء فاتحة تضفي إشراقا ودفئا على المشهد. زهرة القرنفل معروفة بجمالها ورائحتها الزكية، وتستخدم رمزيا للتعبير عن الحب والاحترام. من خلال هذا الطابع، تبرز الجزائر تنوعها النباتي وثراءها الطبيعي، كما تعكس الاهتمام بالجوانب الجمالية للنباتات المزروعة في البلاد. |

| 235 |  | زهرة عصفور الجنة القيمة الاسمية: 1٫15 دينار جزائري الكمية المطبوعة: 15٬000٬000 طابع بريد تاريخ الإصدار: 19 مايو 1973 تاريخ السحب: 31 مايو 1980 الطول: 23 مليمتر الارتفاع: 32٫5 مليمتر التسنين: تثقيب ½11 الرسام: الطابع: |  | الوصف يمثل هذا الطابع زهرة عصفور الجنة الملكي المعروفة علميا باسم Strelitzia reginae. تظهر الصورة رسمة دقيقة لهذه الزهرة الاستوائية المميزة بألوانها الزاهية: البرتقالي، البنفسجي، والأخضر، على خلفية زرقاء ناعمة تبرز جمالها الفريد. تشبه هذه الزهرة في شكلها طائرا غريبا على وشك الطيران، ولذلك تعرف باسم "عصفور الجنة". يعبّر هذا الطابع عن التنوع النباتي والزخرفي الذي تهتم به الجزائر، كما يعكس الجانب الجمالي والفني للطبيعة، من خلال إبراز نباتات ذات طابع عالمي في تصاميم بريدية محلية. |

| 236 |  | الذكرى العاشرة لمنظمة الوحدة الإفريقية القيمة الاسمية: 0٫40 دينار جزائري الكمية المطبوعة: 500٬000 طابع بريد تاريخ الإصدار: 26 مايو 1973 تاريخ السحب: 6 نوفمبر 1976 الطول: 26 مليمتر الارتفاع: 36 مليمتر التسنين: تثقيب ¾12 الرسام: بشير يلس الطابع: |  | الوصف هذا الطابع البريدي الجزائري صدر سنة 1973 لإحياء الذكرى العاشرة لتأسيس منظمة الوحدة الإفريقية. يظهر التصميم خريطة قارة إفريقيا محاطة بغصني زيتون وشريط أحمر يحمل اسم المنظمة، في دلالة على الوحدة والسلم. الطابع يحمل القيمة 0.40 دينار ومكتوب عليه باللغتين العربية والفرنسية. |

| 237 |  | الثورة الزراعية القيمة الاسمية: 0٫40 دينار جزائري الكمية المطبوعة: 1٬000٬000 طابع بريد تاريخ الإصدار: 16 يونيو 1973 تاريخ السحب: 6 نوفمبر 1976 الطول: 48٫2 مليمتر الارتفاع: 29 مليمتر التسنين: تثقيب ½11 الرسام: بشير يلس الطابع: |  | الوصف يمثل هذا الطابع البريدي موضوع الثورة الزراعية، ويظهر في تصميمه تحولا بصريا من مشهد أرض قاحلة رمادية على الجهة اليسرى إلى مشهد ريفي نابض بالحياة والخضرة على الجهة اليمنى، مع مزارعين يحملون الحصاد وخلفهم قرية زراعية حديثة. |

| 238 |  | المؤتمر العالمي 24 للكشافة – نيروبي 1973 القيمة الاسمية: 0٫80 دينار جزائري الكمية المطبوعة: 560٬000 طابع بريد تاريخ الإصدار: 14 يوليو 1973 تاريخ السحب: 6 نوفمبر 1976 الطول: 26 مليمتر الارتفاع: 36 مليمتر التسنين: تثقيب ¼10 الرسام: الطابع: |  | الوصف يمثل هذا الطابع البريدي مشاركة الجزائر في الندوة العالمية الرابعة والعشرين للكشافة، التي أقيمت في نيروبي، كينيا. يحمل التصميم خريطة قارة إفريقيا بلون أبيض بارز على خلفية أرجوانية، تتوسطها شارة الحركة الكشفية العالمية. تبلغ قيمته 0.80 دينار، ويحمل عبارات باللغتين العربية والفرنسية. |

| 239 |  | رمز البريد والمواصلات القيمة الاسمية: 0٫40 دينار جزائري الكمية المطبوعة: 850٬000 طابع بريد تاريخ الإصدار: 4 أغسطس 1973 تاريخ السحب: 6 نوفمبر 1976 الطول: 32 مليمتر الارتفاع: 22 مليمتر التسنين: تثقيب ¼10 الرسام: الطابع: |  | الوصف يمثل هذا الطابع البريدي رمز وزارة البريد والمواصلات السلكية واللاسلكية. يظهر التصميم بأسلوب هندسي حديث باستخدام اللونين البرتقالي والأزرق، حيث تتقاطع خطوط الدائرة والمنحنيات لتشكل شعارا تجريديا. تبلغ قيمة الطابع 0.40 دينار، ويحمل كلمة "ALGERIE" عموديا على اليمين، إلى جانب عبارة "البريد" في الأسفل. |

| 240 |  | مؤتمر قمة دول عدم الانحياز الرابع - 0.40 دج القيمة الاسمية: 0٫40 دينار جزائري الكمية المطبوعة: 500٬000 طابع بريد تاريخ الإصدار: 5 سبتمبر 1973 تاريخ السحب: 6 نوفمبر 1976 الطول: 24 مليمتر الارتفاع: 37 مليمتر التسنين: تثقيب 13½x14 الرسام: بشير يلس الطابع: |  | الوصف يمثل هذا الطابع البريدي تخليدا للقمة الرابعة لدول حركة عدم الانحياز التي انعقدت في الجزائر سنة 1973. يتوسط الطابع شعار المؤتمر بلون أزرق ذهبي، ويتضمن عناصر هندسية رمزية تشير إلى التضامن والسلام بين الدول غير المنحازة. كتب حول الشعار بالعربية "قمة حركة البلدان غير المنحازة - الجزائر"، وأسفل الشعار التاريخ "1973". أسفل الطابع، تظهر عبارة بالفرنسية: "4e Conférence au Sommet des Pays Non-Alignés". الطابع ذو خلفية وردية وقيمته 0.40 دينار جزائري، ويحمل اسم "ALGERIE" بخط عريض. |

| 241 |  | مؤتمر قمة دول عدم الانحياز الرابع - 0.80 دج القيمة الاسمية: 0٫80 دينار جزائري الكمية المطبوعة: 500٬000 طابع بريد تاريخ الإصدار: 5 سبتمبر 1973 تاريخ السحب: 6 نوفمبر 1976 الطول: 24 مليمتر الارتفاع: 37 مليمتر التسنين: تثقيب 13½x14 الرسام: بشير يلس الطابع: |  | الوصف يخلد هذا الطابع البريدي القمة الرابعة لحركة عدم الانحياز التي عقدت في الجزائر سنة 1973، ويعد إصدارا موازيا للطابع السابق لكن بلون خلفية أزرق بدلا من الوردي، وبقيمة مالية أعلى تبلغ 0.80 دينار جزائري. يتوسط الطابع شعار القمة المكون من خطوط ذهبية منحنية تحيط بلهب رمزي مع سنة "1973" في الأسفل، ويحيط به نص عربي "قمة حركة البلدان غير المنحازة - الجزائر". أسفل الشعار كتب اسم الجمهورية الجزائرية الديمقراطية الشعبية باللغتين العربية والفرنسية، إلى جانب عبارة "4e Conférence au Sommet des Pays Non-Alignés". |

| 242 |  | ميناء سكيكدة الجديد القيمة الاسمية: 0٫80 دينار جزائري الكمية المطبوعة: 1٬000٬000 طابع بريد تاريخ الإصدار: 29 سبتمبر 1973 تاريخ السحب: 6 نوفمبر 1976 الطول: 37٫1 مليمتر الارتفاع: 21٫37 مليمتر التسنين: تثقيب ½12 الرسام: الطابع: |  | الوصف هذا الطابع البريدي يخلد افتتاح الميناء الجديد لمدينة سكيكدة، وقد صمم بأسلوب هندسي حداثي يبرز البنية التحتية الصناعية والأنابيب والمرافق اللوجستية المرتبطة بالميناء. في القسم العلوي، يظهر اسم الجمهورية الجزائرية الديمقراطية الشعبية بالعربية، بينما تبرز التسمية بالفرنسية والعربية في منتصف الطابع "الميناء الجديد لسكيكدة". تبلغ قيمة الطابع 0.80 دينار جزائري. |

| 243 |  | التطوع القيمة الاسمية: 0٫40 دينار جزائري الكمية المطبوعة: 1٬000٬000 طابع بريد تاريخ الإصدار: 20 أكتوبر 1973 تاريخ السحب: 6 نوفمبر 1976 الطول: 26 مليمتر الارتفاع: 36 مليمتر التسنين: تثقيب 13 الرسام: الطابع: |  | الوصف صدر هذا الطابع البريدي احتفاء بروح التطوع والعمل الجماعي، ويحمل عنوان "التطوع". يصور مشهداً لمجموعة من الشباب في وضعيات حركة وحماس، يعملون معا في نشاط يدوي. الألوان الدافئة والصاخبة المستخدمة في التصميم – خصوصاً الأصفر، الأحمر، والأزرق. يظهر في أعلى الطابع اسم الجمهورية الجزائرية الديمقراطية الشعبية، وعلى الهامش الأيسر كلمة "VOLONTARIAT"، بينما نجد في الأسفل القيمة البريدية (0.40) واسم "ALGERIE". |

| 244 |  | الألفية للجزائر القيمة الاسمية: 2 دينار جزائري الكمية المطبوعة: 500٬000 طابع بريد تاريخ الإصدار: 22 ديسمبر 1973 تاريخ السحب: 6 نوفمبر 1976 الطول: 36 مليمتر الارتفاع: 48 مليمتر التسنين: تثقيب 13 الرسام: محمد تمام الطابع: |  | الوصف صدر هذا الطابع البريدي بمناسبة مرور ألف سنة على تأسيس مدينة الجزائر. ويظهر في وسط الطابع درع المدينة المزين بسفينة شراعية ترمز إلى الطابع البحري للعاصمة، وأسدين يرمزان إلى القوة والحماية، بالإضافة إلى نجمة وهلال يعكسان الهوية الوطنية الجزائرية. يتوج الدرع تاج جداري يمثل الطابع الحضري، وتحيط به أغصان زيتون ونخيل كرمز للسلام. خط في أسفل الطابع نص "ذكرى ألف سنة لمدينة الجزائر" بخط عربي مزخرف، وتزين الخلفية بزخارف إسلامية تعكس عمق التراث الثقافي. |